# (8428) Okiko
(8428) Okiko (1997 VJ8) – planetoida z pasa głównego asteroid okrążająca Słońce w ciągu 3,67 lat w średniej odległości 2,38 au. Odkryta 3 listopada 1997 roku.